# Annectocyma major
Annectocyma major är en mossdjursart som först beskrevs av Johnston 1847.  Annectocyma major ingår i släktet Annectocyma och familjen Annectocymidae. Arten är reproducerande i Sverige. Inga underarter finns listade i Catalogue of Life.